# Siersleben
Siersleben er en landsby i Landkreis Mansfeld-Südharz. Det hører med til byen Gerbstedt. Landsbyen ligger 4 km syd for Hettstedt og 10 km nord for Eisleben.
- Wikimedia Commons har flere filer relateret til Siersleben